# Spinetta Marengo
Spinetta Marengo är en italiensk ort och frazione belägen 5 km sydöst om Alessandria i Piemonte. Här stod den 14 juni 1800 slaget vid Marengo.

## Ursprung till maträtt
I samband med slaget vid denna ort, lär blivande kejsar Napoleon I av sin kock ha blivit serverad en kycklingrätt, gjord med de råvaror som fanns tillgängliga, och som efter detta kallas Kyckling Marengo.